# Guy Charmot
Pour les articles homonymes, voir Charmot.
Guy Charmot, né le 9 octobre 1914 à Toulon et mort le 7 janvier 2019 à Marseille,, est un médecin militaire et résistant français, compagnon de la Libération.

## Jeunesse et famille
Issu d'une famille de fonctionnaires, il est petit-fils d'instituteur et arrière-petit-fils d'un gendarme originaire du Doubs qui s'était installé dans le sud après l'annexion du comté de Nice. Il est le fils d'Ulysse Charmot, inspecteur de l'enregistrement au service des impôts, et de Claire Esmieu, issue d'une vieille famille provençale de Manosque. En 1948, il se marie avec Édith Dubuisson (1922-2011), étudiante en médecine en même temps que lui, fille d'une amie de sa mère qui lui avait refusé la main de sa fille car l'outre-mer l'attirait trop. Édith Dubuisson honore sa demande en mariage en acceptant de vivre en Afrique, refusant la vie de broussarde et lui demandant de passer les concours. De cette union naît Dominique Charmot-Bensimon à Dakar en 1951, scolarisée en France, puis étudiante à Jussieu, avant de devenir maître de conférences de biologie à l'université de la Méditerranée Aix-Marseille II.

## Études et formation
Au contact de personnalités de son entourage qui ont été des pionniers à Dakar, à Brazzaville et au Gabon, à l'époque où Albert Schweitzer fonde l'hôpital Albert Schweitzer de Lambaréné, Guy Charmot se passionne pour l'aventure. Quand il envisage de devenir médecin, ses parents souhaitent qu'il fasse ses études dans le cadre militaire, car l'armée paie les études. Il entre en 1934 à l'École du service de santé militaire de Lyon (devenue l'École de santé des armées). Très jeune, il est attiré par une carrière dans le service de santé des troupes coloniales, en particulier l’activité d’assistance médicale indigène, car les colonies sont à l'époque synonymes d'aventures. À l'exception de la fièvre jaune, qu'on savait alors prévenir par la vaccination, on connaissait peu de choses sur les pathologies parasitaires, bactériennes ou virales du continent africain et qu'un monde de recherches s'ouvrait pour découvrir les médicaments et vaccins nécessaires. 
En octobre 1937, il devient docteur en médecine. Il est affecté dans un régiment de chasseurs à pied à Saint-Avold. En 1939, à la fin de ses études, il rejoint l’École d’application du service de santé des troupes coloniales à Marseille, au Pharo.

## Seconde Guerre mondiale

### La «drôle de guerre»
En septembre 1939, Guy Charmot est en attente d'une affectation pour l'Afrique occidentale française. Il est médecin-lieutenant d'active au 49e régiment d'artillerie coloniale (49e RAC). En septembre 1939, il est désigné pour les colonies, mais il obtient de rester en France avec son régiment dans le secteur défensif de la Sarre, à Morhange, dans la Moselle, endroit jugé sensible selon l’État-Major pour la défense de la ligne Maginot. Il doit partir pour l'outre-mer contre sa volonté.

### Le ralliement à la France libre
Il embarque en mars 1940 à Bordeaux pour Dakar afin de rejoindre son affectation dans le nord de la Côte d'Ivoire.
Sans avoir entendu l’appel du général de Gaulle du 18 juin 1940, mais se sentant humilié par l’Armistice, il est convaincu par son camarade Marcel Orsini de se joindre au groupe de dissidents qui s’est formé à Bobo-Dioulasso. Il passe dès juillet 1940 en pirogue de Haute-Volta au Gold Coast, puis au Cameroun où il rallie les Forces françaises libres en septembre. Il est ainsi l’un des 4 médecins militaires de l’Afrique occidentale française qui s’évadent de ce territoire resté fidèle à Vichy. Il est incorporé au 3e bataillon du 1er régiment de Tirailleurs du Cameroun. Début novembre, il est acheminé par mer vers Libreville et débarqué à l’embouchure de la Tsini. Il embarque pour Douala après la victoire.
Fin décembre 1940, le 3e bataillon gagne Maroua, dans le Nord-Cameroun, et installe son camp aux portes de la ville. C’est là qu’il prend le nom de « bataillon de marche no 4 » (BM 4), en application de l’ordre no 40 du 28 décembre 1940. Affecté comme médecin au BM 4 dès sa formation, il part du Cameroun en décembre 1940 pour rejoindre en Palestine la 1re brigade coloniale du lieutenant-colonel René Génin.

### La campagne de Syrie en 1941
Guy Charmot prend part à la campagne de Syrie en juin 1941 avec le BM 4. Pour cela, successivement le 17 février 1941, il quitte Maroua et se regroupe à Massageit, campement situé à 80 km au Nord-Est de Fort-Lamy, où il reste pendant les opérations de Koufra. Le 25 mars 1941, arrive l’ordre de départ vers l’Est. Il passe successivement par Bokoro, Ati, Abeche, franchit la frontière entre Adre et El-Geneina et gagne El Fasher puis El Obeid  au Soudan où il est embarqué sur train le 14 mai 1941. Il atteint Le Caire, passe le canal de Suez à El Qantara et débarque le 22 mai 1941 à Qastana (Palestine) dans un camp où sont regroupées les Forces françaises libres[réf. souhaitée].
Avec celles-ci, il participe à la campagne de Syrie, franchissant la frontière le 11 juin 1941, peu après bombardée et mitraillée par des avions. Il attaque, le 16, le village de Kissoue, où il subira des tirs d’artillerie, puis fait route vers Damas, qu’il atteint le 21 juin 1941, et vers Alep et Homs. Après la cessation des hostilités le 12 juillet 1941, il s’installe à Damas dans la caserne Hamidieh[réf. nécessaire].

### L’Éthiopie en 1941
Le 23 juillet 1941, il part pour l'Éthiopie : embarquement à Suez le 24 juillet 1941 à bord du Cap Saint Jacques et débarquement le 31 juillet 1941 à Berbera. Il est regroupé avec les Anglais et les Sud-Africains à Buramo pour participer à la prise de Gondar en décembre 1941, nécessaire pour maintenir les intérêts français du chemin de fer d'Addis-Abeba à Djibouti. Il s’installe ensuite à Dire-Daoua, loin des combats qui se déroulent en Libye. Enfin, le 22 avril 1942, arrive l’ordre de retour : il embarque à Berbera sur le Burma, débarque à Suez, puis arrive à Beyrouth,.

### Le Liban en 1942
C’est l’époque où Erwin Rommel fonce à travers la Libye avec pour objectif la conquête de l’Égypte. Ceci explique que le BM 4 se voit confier la mission d’établir une position défensive dans les montagnes du Liban, entre le village d’Antoura-Mtein et le col de Zahle. Ces travaux seront inspectés par le général de Gaulle, pendant le mois d’août. L’Afrika Korps étant arrêté devant El Alamein, cette mission devient sans objet et il s’installe le 20 septembre 1942 dans une caserne de Tripoli.

### La campagne de Tunisie
Cette presque vie de garnison cesse le 10 janvier 1943 lorsqu'il reçoit son affectation dans les rangs de la 2e brigade française libre de la 1re division française libre en Libye, à Tobrouk. Quelques jours plus tard, Guy Charmot participe aux combats de la campagne de Tunisie. En Tunisie, la 1re division française libre relève la 51e division britannique et le bataillon prend position, au cours de la nuit du 6 au 7 mai 1943, dans un bois d’oliviers, à l’ouest et au sud du Djebel Takrouna, solidement tenu par les Allemands. L’attaque est menée le 12 mai 1943. L’assaut est très dur, des combats individuels sont livrés à la mitraillette et à la grenade et les pertes sont importantes. Les tirs cessent le 13 mai 1943.
Après un bref retour en Libye, à Zouara, le BM 4 revient en Tunisie et s’installe dans une oliveraie entre Nabeul et Hammamet.

### La campagne d’Italie
Le BM 4 débarque le 20 avril 1944 au port de Naples et il est transporté d’abord à Frigano Maggiore, puis à Montemarano et Castelvedere Di Calore, passe le Garigliano en attendant l’offensive contre la ligne Gustave qui débute le 10 mai 1944. Guy Charmot se distingue particulièrement durant la campagne d'Italie, au cours des combats des 17 au 20 mai 1944, poussant au plus loin ses postes de secours et sauvant ainsi plusieurs de ses camarades de combat par la rapidité de ses interventions sur la ligne de feu.
Le 6 juin 1944, il est devant Tivoli où la 2e brigade pénètre le 7 juin 1944. Après la traversée de Rome, la poursuite s’accélère. Le contact n’est repris qu’au nord de Viterbe, devant Montefiascone le 10 juin 1944 où, après un assaut appuyé par les chars, le BM 4 reprend la ville. La Légion étrangère relève le BM 4 à Bolsena dans la nuit du 13 au 14 juin 1944. Les opérations d’Italie sont terminées pour Guy Charmot.
Le 7 août 1944, il embarque sur le Durban Castle, destination inconnue. Pendant 8 jours, le Durban Castle fait le bouchon en rade de Tarente. Enfin, le 15 août 1944, il prend sa place dans le convoi et va débarquer dans la baie de Cavalaire, à quelques kilomètres de Hyères.

### La Libération

#### La Provence
Guy Charmot participe au débarquement de Provence à Cavalaire le 17 août 1944. Le 23 août 1944, le BM 4 reçoit l’ordre de s’emparer des hauteurs du Thouar (commune de La Garde) qui dominent Toulon. L’attaque est lancée à 9 heures. Le Bataillon investit sans trop de difficulté l'objectif assigné, la cote 132. À peine arrivé là, il est pris à partie par l'artillerie ennemie mais parvient à reprendre sa progression dans Toulon, en dépit d'un inopportun  le manque de carburant pour les véhicules. Les déplacements se font alors tantôt à pied, tantôt en camion quand c'est possible. Guy Charmot est blessé lors de ces combats de la libération de Toulon.
Charmot rejoint Avignon où il franchit le Rhône le 29 août 1944. Remontant ensuite la vallée de l’Ardèche, il arrive à Chamborigaud, où il est bloqué par une nouvelle pénurie d’essence, du 31 août 1944 au 8 septembre 1944.

#### La Bourgogne, les Vosges et l'Alsace
Enfin ravitaillé, le BM 4 reprend sa route jusqu'à Autun pour y relever un bataillon de la Légion ; il atteint ensuite Beaune puis Villersexel, le 18 septembre 1944. Le 19 septembre 1944 c'est dans la région de Villafans qu'il relève le 180th Infantry Regiment US. Le 25 septembre 1944, il reçoit l’ordre de s’emparer du village de Lyoffans puis de pousser sur Andornay. Il faudra toute la journée pour s’emparer de la localité de Lyoffans, défendue maison par maison par des éléments SS. Six fois, l’assaut sera donné au cimetière, parmi les tombes éventrées par les obus. L’affaire ne s'achèvera qu’à la nuit tombée. 
Le 13 octobre 1944, le front de la Division s’étendant le long des crêtes des Vosges, de plus en plus vers le Nord, le BM 4 fait mouvement en direction du Ballon de Servance. Dans la soirée, il relève aux Evaudois, un bataillon de la 1re DB et, jusqu’au 24 octobre 1944, sera engagé dans une continuelle activité alliant patrouilles et embuscades.
Le 20 novembre 1944, dans la matinée, il reçoit l’ordre de s’emparer du col de la Chevestraye, puis de descendre sur Plancher-les-Mines, avec pour objectif final Auxelles-Haut et le Mont-Saint-Jean[Lequel ?]. L’attaque démarre à 16 heures sans préparation d’artillerie. Le soir même, le col de Chevestraye est enlevé. Pendant que le BM 4 déborde la trouée de Belfort par le Nord, la ville de Belfort est elle-même enlevée.
Aucune opération d’envergure n’étant prévisible, du fait des conditions météorologiques prévisibles pendant un certain temps sur le front d’Alsace, la 1re D.F.L devenue disponible est désignée pour appuyer les combattants des FFI engagés dans la réduction de la poche de Royan.
Le 13 décembre 1944, par voie ferrée et par route, le BM 4 fait mouvement vers le Sud-Ouest. Le 15 décembre 1944, il s’installe à Saint-Ciers-sur-Gironde. Le 22 décembre 1944, il est à Pérignac dans la région de Cognac, puis prend la direction de la Gironde et Bordeaux. Mais l'offensive des Ardennes surprend les Alliés qui doivent repositionner leur dispositif. La situation s’aggrave brusquement en Alsace, où les Allemands font peser une lourde menace sur Strasbourg. La 1re division française libre quitte le Sud-Ouest et toutes affaires cessantes retraverse la France en diagonale entre le 28 décembre 1944 et le 1er janvier 1945, jour où le BM 4 se retrouve à Sélestat et relève des éléments de la 5e DB. La mission est de défendre la ville coûte que coûte. De part et d’autre, les activités des patrouilles sont intenses et les duels de mortier continus. La ville semble déserte bien que dix mille habitants y vivent terrés dans les caves.
Le 18 janvier 1945, relevé par le BM 21, le BM 4 part en direction du Sud, d’abord pour Kintzheim, où il relève le 2e B.L.E, puis  pour Saint-Hippolyte où, le 23 janvier 1945, il se regroupe au pied du Haut-Koenigsbourg. Le lendemain, faisant face à l’Est, il investit la rive gauche de l’Ill à la corne sud-est de la forêt de l'Illwald, de manière à contrôler les mouvements d'ennemis qui pourraient s'y cacher. L'opération s’effectue sans encombre ; trois Allemands sont faits prisonniers.
À 17 h 50, alors qu’il fait nuit noire, une intense fusillade ennemie éclate ; des tirs d’arrêts leur répliquent mais la radio fonctionnant mal, on ne peut les régler à la demande et il n’est pas prudent d’envoyer des renforts à l’aveuglette. Le crépitement des armes automatiques dure environ une heure, puis c’est le silence. Entre 20 h 30 et 23 heures, le médecin Guy Charmot est rejoint, isolément ou en petits groupes, par des éléments de sa 2e compagnie. C'est alors que  subissant un assaut de la part d'environ trois compagnies allemandes, la 2e compagnie du BM 4 est brutalement submergée. Malgré une défense énergique, elle est vaincue par le nombre et perd sur le terrain la moitié de son effectif.
Le lendemain, les autres compagnies du bataillon se positionnent sur la rive gauche de l’Ill et aux lisières sud de la forêt de l'Illwald, tandis que la 2e compagnie, réduite à deux sections, se reforme à Saint-Hyppolyte.
Jusqu’au 31 janvier 1945, rien de notable ne se produit. Ce jour-là, vers 9 h 30, un message de la brigade signale que l’ennemi a décroché depuis Kraft jusqu’à Sélestat. Le BM 4 part immédiatement à sa poursuite et occupe son objectif, le village d’Obenheim. Du 4 au 15, il monte la garde du Rhin à Diebolsheim, Friesenheim, puis, relevé par le BM 11, il fait mouvement vers Kogenheim et Saint-Hippolyte, où il cantonnera jusqu’au 8 mars 1945.

#### Le massif de l'Authion
Alors que le territoire national est presque complètement libéré et que pour la plupart des troupes françaises engagées sur le front des Vosges, le désir est de franchir le Rhin et de pénétrer en Allemagne jusqu'à sa reddition, c'est vers le Sud-est de la France et les Alpes-Maritimes où des Allemands se maintiennent encore dans une poche de résistance, que le BM 4 doit partir. Le 8 mars 1945, par voie routière et le 10 mars 1945 par voie ferrée, le BM 4 doit donc abandonner la route conquérante qui lui semblait réservée en s'enfonçant dans l'Allemagne du Troisième Reich par la Forêt noire. Il fait mouvement vers Sospel, à proximité du massif de l'Authion, où il arrive le 11 et le 12 mars 1945. Le 14 mars 1945, il relève le 442nd Infantry Regiment US à Castillon, dans les ouvrages de Monte Grosso et à la Testa du Paola. Les Allemands occupent l’ouvrage de Brouis, dominé par le Monte Grosso, la cime du Bosc qui domine Breil-sur-Roya. Il s’agit de les en déloger et de gagner la route Tende-Vintimille. 
Le 10 avril 1945, une première attaque sur le col de Brouis et la cime du Bosc est lancée. Les deux objectifs sont atteints, mais aussi bien sur le Brouis que sur la cime du Bosc, les réactions ennemies sont extrêmement vives et les libérateurs sont obligés de regagner leur base de départ. Le BM 4 combat la 34e DI allemande à Sospel, l'ouvrage de Plan-Caval le 11 avril 1945, puis libère Saorge et La Bollène-Vésubie le 12 avril 1945.
Le 15 avril 1945, l’attaque est reprise avec des effectifs plus importants, avec décalage dans le temps pour faire bénéficier du maximum d’appui de feu chaque groupement d’assaut. L’attaque de la cime du Bosc part la première à 6 h 30 ; à 13 h 30, l’objectif est atteint et occupé. À 13 h 30, une patrouille envoyée sur le col de Brouis trouve l’ouvrage abandonné. Une section l’occupe pendant que, de la cime du Bosc et par la route, le bataillon se porte sur Breil-sur-Roya. La ville a été abandonnée mais elle est "truffée de mines" occasionnant quelques blessés aux forces françaises. Poussant vers le col de Tende, la 3e compagnie occupe la Giandola et Cacciaroli.
C’est à Breil-sur-Roya, au cours d’un violent bombardement d’artillerie, qu’est tué un tout jeune lieutenant de la Marseillaise, atteint à la gorge par un éclat d’obus alors qu’il était sur la table d’opération. Ce sera la dernière victime de la guerre pour le BM 4.
Ensuite, il libère La Brigue et Tende le 24 avril 1945 puis franchit la frontière italienne pour marcher sur le Piémont en direction de Turin, comme le souhaite le général de Gaulle afin d'obtenir des rectifications de frontières, car les deux localités appartenaient au comté de Nice avant 1860. L'État-Major français avait prévu d'utiliser la 1re division française libre pour les combats de la libération de l'Autriche et en particulier de sa capitale Vienne. Cependant les Américains, qui craignent un dépeçage de l'Italie par des vainqueurs revanchards, sont réticents à cette avance et le 26 avril 1945, relèvent le bataillon et lui font faire mouvement sur Sospel puis vers Antibes, où il s’installe "au repos" à la caserne Gazan. C'est là qu'il apprend la capitulation de l'armée allemande d'Italie, le 2 mai 1945.
Pour le BM 4, la guerre s'achève en France et c’est à Antibes qu’il fête la nouvelle de la capitulation sans condition du IIIe Reich, le 8 mai 1945.
Le jour même de l’Armistice, Guy Charmot signe sa demande de départ colonial et part pour le Tchad.

## Médecin des hôpitaux
Médecin-capitaine à la fin de la guerre, il devient médecin des hôpitaux d'outre-mer et professeur agrégé du service de santé des armées en 1954 effectuant de nombreux séjours en Afrique (Sénégal, Congo, Madagascar...) jusqu'en 1965. En poste à Brazzaville en 1958 au moment du retour du général de Gaulle, il refuse la proposition d'entrée à l'hémicycle que lui avait faite des compagnons de la Libération, car il se sent plus utile dans la médecine tropicale. Il rentre en France après la décolonisation.
Spécialiste de la recherche en médecine tropicale, Guy Charmot démissionne avec le grade de médecin-colonel pour entrer au service de recherches thérapeutiques de Rhône-Poulenc. En parallèle, il est attaché de consultation dans les hôpitaux de Paris (en médecine tropicale à l'hôpital Bichat).
Professeur à l'Institut de médecine et d'épidémiologie africaine (actuel Institut de médecine et d’épidémiologie appliquées et tropicales–Fondation internationale Léon Mba) et à l'institut Pasteur, il signe ou co-signe un total d'environ 300 articles scientifiques et contribue à la rédaction de nombreux livres médicaux. Ancien président de la Société de pathologie exotique (1982-1986), il est élu, en 1994, membre de l'Académie des sciences d'outre-mer.

## Divers
Passionné d'alpinisme, il a équipé certaines voies des Alpes du Sud.
En 2016, il donne ses archives au musée Eugène Jamot de Saint-Sulpice-les-Champs.
Le 9 octobre 2014, il devient le quatrième compagnon de la Libération centenaire, après Pierre Fourcaud (1898-1998) Joseph Casile (1905-2007) et Pierre Louis-Dreyfus (1908-2011). Entre 2011 et 2019 (date de sa mort), il est le doyen de l'ordre de la Libération. Le 10 juin 2017, il devient le compagnon de la Libération ayant vécu le plus longtemps, devant Pierre Louis-Dreyfus. Il a été le dernier médecin militaire en vie de cet ordre.
Après son décès, ne survivent que quatre compagnons de la Libération.

## Hommages

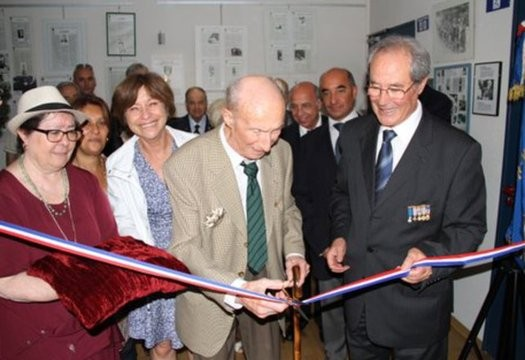
Guy Charmot en 2014, lors de l'inauguration de la bibliothèque Guy-Charmot, à Marseille.

### Décorations
- Grand officier de la Légion d'honneur[27]
- Compagnon de la Libération
- Croix de guerre 1939–1945 avec quatre citations
- Chevalier de l'ordre des Palmes académiques
- Chevalier de la Santé publique
- Médaille coloniale avec agrafe Somalis
- Médaille commémorative de la guerre 1939-1945
- Médaille commémorative de la campagne d'Italie (1943-1944)
- Officier de l'ordre de l'Étoile noire (Bénin)

### Postérité
Une bibliothèque porte son nom au sein de la Maison du Combattant à Marseille,.
La Promotion 2019 de l'École de Santé des Armées porte son nom.
La promotion 2021-2022 de la CDSG 3ème Marmoutier-14ème CMA a recu son nom.

## Ouvrages
- Contribution à l'étude des troubles mentaux chroniques post-typhiques (thèse d'exercice en médecine remaniée), Lyon, imprimerie des Facultés, 1938, 111 p. (BNF 31931540)
- Avec Maurice Martin, Yves Mafart, Yves Peloux et Edmond Bertrand, Pathologie exotique, Paris, Doin, 1965, 576 p. (BNF 33091852)
- Avec Jean Schneider, Les maladies tropicales dans la pratique médicale courante, Paris, Masson et cie, 1967, 134 p. (BNF 33168804)
- Avec François Rodhain, La Pathologie au retour des pays tropicaux, Paris, Maloine, 1981, 149 p. (BNF 34655021)